# ريان شارب
ريان شارب (بالإنجليزية: Ryan Sharp)‏ هو سائق سيارة سباق بريطاني، ولد في 29 أبريل 1979 في Newtonhill ‏ في المملكة المتحدة.

## وصلات خارجية
- ريان شارب على موقع DriverDB.com (الإنجليزية)

- الموقع الرسمي